# آلبرت فن بوکستهوفن
آلبرت فن بوکستهوفن (لتونیایی: bīskaps Alberts؛ ۱۱۶۵ – ۱۷ ژانویهٔ ۱۲۲۹) یک اسقف اعظم، و سیاست‌مدار اهل آلمان بود.